# Amy Hempel
Amy Hempel (Chicago, 14 de dezembro de 1951) é uma escritora de contos e jornalista americana. Ela é professora de criação literária no Bennington College e na Universidade da Flórida.